# Chilnualna Falls
Chilnualna Falls é uma  cachoeira localizada no Chilnualna Creek, Parque Nacional de Yosemite. A cachoeira compreende 5 quedas de água distintas, com uma altura total de 212 m, sendo que a principal queda tem 73 m.